# Morsimus quadratus
Morsimus quadratus är en insektsart som först beskrevs av Rehn, J.A.G. 1909.  Morsimus quadratus ingår i släktet Morsimus och familjen vårtbitare.

## Underarter
Arten delas in i följande underarter:
- M. q. quadratus
- M. q. kaestneri